# Heinrich Hanke (Admiral)
Heinrich Hanke (* 16. Dezember 1890; † seit Mai 1945 vermisst) war ein deutscher Vizeadmiral der Kriegsmarine.

## Leben
Heinrich Hanke trat am 6. Juni 1910 in die Kaiserliche Marine ein. Am 27. September 1913 wurde er zum Leutnant zur See befördert. Bis zum Untergang im Dezember 1914 war er auf der Gneisenau. Nachdem er den Untergang der Gneisenau überlebt hatte, war er bis Januar 1918 in England kriegsgefangen und kam dann bis Kriegsende zur Internierung nach Holland. Am 17. Mai 1919 wurde er mit dem Patent vom 22. März 1916 zum Oberleutnant zur See befördert.
Nach dem Krieg wurde er in die Reichsmarine übernommen und hier am 29. Juni 1920 Kapitänleutnant und am 1. November 1928 Korvettenkapitän. 1931 war er als Artillerieoffizier auf der Schleswig-Holstein. Am  1. September 1935 zum Kapitän zur See befördert, war er 1936 Chef der Abteilung für Artillerieentwicklung und Konstruktion (MWa A I) im Marinewaffenamt. Dies blieb er bis November 1939. Anschließend war er bis August 1943 Amtsgruppenchef von MWa A. Am 1. Februar 1942 wurde er gemeinsam mit Günther Krause und Ralf von der Marwitz zum Vizeadmiral befördert. Zugleich war er bis Juli 1940 weiterhin nebendienstlich mit der Wahrnehmung der Geschäfte als Chef der Abteilung MWa A I beauftragt. Ebenso war er von Dezember 1939 bis Januar 1940 mit der Wahrnehmung der Geschäfte als Amtschef von AWa beauftragt. Zum 30. September 1943 wurde er z.V. gestellt. Seine anschließende Laufbahn ist unbekannt. Seit Mai 1945 galt er als vermisst.